# Botho von Hülsen
Hermann Alexander Kasimir Botho von Hülsen, född den 10 december 1815 i Berlin, död där den 30 september 1886, var en tysk teaterchef. Han var far till Dietrich och Georg von Hülsen-Hæseler.
von Hülsen, vars far var generalmajor, blev själv officer men erhöll 1851 avsked, utnämndes till kammarherre och blev samtidigt chef för de kungliga teatrarna i Berlin, från 1853 med titeln generalintendent. Då Hannover, Kassel och Nassau 1866 förenades med Preussen, övertog von Hülsen även högsta ledningen av hovteatrarna i Hannover, Kassel och Wiesbaden. Som teaterledare var von Hülsen en god administratör och tillgodosåg särskilt den klassiska repertoaren.